# Läppfisklika fiskar
Läppfisklika fiskar (Labroidei) är en underordning i ordningen abborrartade fiskar.
Många arter är färgrika och oftast aktiva på dagen.

## Familjer
- Ciklider (Cichlidae)
- Bränningsabborrar (Embiotocidae)
- Läppfiskar (Labridae)
- Frökenfiskar (Pomacentridae)

Djurgrupperna papegojfiskar (Scarinae) och Odacini som tidigare räknades som egna familjer ingår numera i familjen läppfiskar.